# Kanarievliegenvanger
De kanarievliegenvanger (Culicicapa helianthea) is een zangvogel uit de familie Stenostiridae.

## Verspreiding en leefgebied
Deze soort komt voor in de Filipijnen en rondom Sulawesi en telt vijf ondersoorten:
- C. h. septentrionalis: noordwestelijk Luzon (noordelijke Filipijnen).
- C. h. zimmeri: centraal en zuidelijk Luzon (noordelijke Filipijnen).
- C. h. panayensis: westelijke en centrale Filipijnen.
- C. h. mayri: zuidwestelijke Sulu-eilanden (zuidwestelijke Filipijnen).
- C. h. helianthea: Sulawesi en nabijgelegen eilanden.

## Status
De grootte van de populatie is niet gekwantificeerd maar de soort wordt omschreven als algemeen in de Filipijnen en schaars tot zeer algemeen op Sulawesi. Op de Rode lijst van de IUCN heeft deze soort de status niet bedreigd.